# 跃迁偶极矩
跃迁偶极矩{\displaystyle \mathbf {d} _{nm}}，在初态{\displaystyle m}与末态{\displaystyle n}间的跃迁过程里代表了两个态间跃迁的电偶极矩。一般，跃迁偶极矩是一个含相因子的複矢量。它的方向代表跃迁的极性方向，决定了系统如何与给定极性的的电磁场间的相互作用，它的振幅平方代表了由于系统内电荷分布导致的相互作用强度。跃迁偶极矩的SI unit为库伦-米（Cm）；更为方便的单位为德拜（D）。

## 定义
從初态{\displaystyle m}跃迁至末态{\displaystyle n}的态间跃迁，是偶极矩矩阵的非对角矩阵元，它可以通过对初始态、末态与偶极矩算符乘积的空间积分得到，
{\displaystyle \mathbf {\hat {d}} =e\left(\sum _{i}x_{i},\sum _{i}y_{i},\sum _{i}z_{i}\right)},
其中求和针对电子在体系中的空间位置。给定跃迁偶极矩：
{\displaystyle \mathbf {d} _{nm}=\int \Psi _{n}^{*}\,\,\mathbf {\hat {d}} \,\,\Psi _{m}\,d^{3}r=\langle \Psi _{n}|\,\mathbf {\hat {d}} \,|\Psi _{m}\rangle },
如果有多个电子在体系中，波函数依赖于所有位置，积分须对全部电子位置进行。

## 与经典偶极矩的类比
跃迁偶极矩可类比经典偶极矩。尽管这种类比很有用，但需注意两者本质不同。
在两个点电荷＋q，-q的情况下，位移矢量{\displaystyle \scriptstyle {\mathbf {r} }}从负电荷指向正电荷，电偶极矩为
{\displaystyle \mathbf {p} =q\mathbf {r} }.
在有电场存在的情况下，两个点电荷会受到相反方向力的作用，导致净力矩。力矩的大小正比于电荷大小与电荷间矩，并随场与偶极矩间相对夹角变化：
{\displaystyle |\mathbf {\tau } |=|q\mathbf {r} ||\mathbf {E} |\sin \theta }.
类似地，电磁波与跃迁偶极矩为{\displaystyle \mathbf {d} _{nm}}的原子跃迁的耦合取决于原子内部电荷的分布、电场强度以及场与跃迁发生的相对极性方向。此外，跃迁偶极矩受初态末态间的几何位置与相对相的影响。

## 起源
当原子或分子与频率为{\displaystyle \omega }的电磁场相互作用时，它可以在能差为{\displaystyle \hbar \omega }的两态间发生跃迁，这是跃迁偶极矩与电磁场间的耦合导致的。从低能态到高能态的跃迁对应吸收光子。从高能态到低能态的跃迁对应发射光子。如果计算中忽略电偶极算符的电荷{\displaystyle e}，可得{\displaystyle \mathbf {R} _{\alpha }}。

## 应用
跃迁偶极矩对决定电偶极相互作用下是否可能跃迁很有帮助。例如，从价键{\displaystyle \pi }轨道到反键轨道{\displaystyle \pi ^{*}}的跃迁是允许的，这是因为定义跃迁偶极矩的积分不为零。这样的跃迁发生在偶函数轨道与奇函数轨道之间，而偶极矩算符是{\displaystyle \mathbf {r} }的奇函数，所以积分因子是一个偶函数。积分上下限对称的奇函数的积分为零，而偶函数则不一定，这个结果反映在电偶极跃迁的宇称选择定则中。